# 축산계열화사업분쟁조정위원회
축산계열화사업분쟁조정위원회(畜産系列化事業紛爭調整委員會)는 축산계열화사업자와 계약농가 간에 발생하는 분쟁을 조정하기 위하여 설립된 대한민국 농림축산식품부 소속의 자문위원회이다. 위원장 1명을 포함한 9명 이내의 위원으로 구성하고, 조정위원회 위원은 공익을 대표하는 위원, 계열화사업자의 이익을 대표하는 위원, 계약농가의 이익을 대표하는 위원이 각각 같은 수가 되도록 한다. 또한, 조정위원회 위원의 임기는 2년으로 하되 연임할 수 있다.

## 설립 근거
- 축산계열화사업에 관한 법률[3]

## 연혁
- 2013년 2월 23일 농림수산식품부 축산계열화사업분쟁조정위원회
- 2013년 3월 23일 농림축산식품부 축산계열화사업분쟁조정위원회

## 주요 업무
- 계약서에 관한 사항
- 사육경비 등에 관한 사항
- 준수사항의 이행 여부에 관한 사항
- 그 밖에 위원장이 분쟁조정이 필요하다고 인정하는 사항

## 같이 보기
- 축산물품질평가원
- 축산물안전관리인증원